# Kermit (protocol)
Kermit és un protocol de transferència/gestió d'arxius d'ordinador i un conjunt d'eines de programari de comunicacions utilitzat principalment en els primers anys de la computació personal en la dècada del 1980, que proporciona un enfocament coherent de transferència d'arxius, emulació de terminals, programació de scripts, i conversió de conjunts de caràcters a través de molts maquinaris diferents i plataformes de sistemes operatius.